# Wzgórza Trzebnickie
Wzgórza Trzebnickie (318.44; potocznie Kocie Góry od niemieckiego: Katzengebirge) – wzgórza w środkowej części Wału Trzebnickiego. 

## Charakterystyka

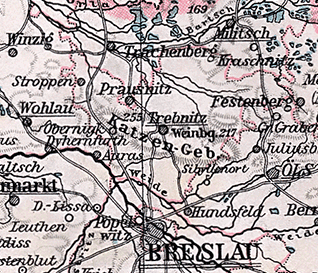
Wzgórza Trzebnickie na mapie Śląska z 1905 r.

W większości jest to pas spiętrzonych wzniesień morenowych (polodowcowych) zlodowacenia środkowopolskiego ciągnący się około 60 km, obejmujący obszar w przybliżeniu rozciągający się na linii Wińsko – Strupina – Osolin – Osola – Oborniki Śląskie – Trzebnica – Skarszyn – Dobroszyce – Twardogóra. Główny wał Wzgórz Trzebnickich o wysokości 200–250 m n.p.m. zaznacza się wyraźnie w krajobrazie regionu i jest otoczony obszarami nizinnymi – od południa pradoliną Odry i od północy pradoliną Baryczy.
Najwyższe szczyty to Ciemna Góra (258,3 m n.p.m.) i niewiele od niej niższa Farna Góra (257 m n.p.m.). Pasma wzgórz to między innymi Kozie Czuby oraz Pasmo Ciemnej Góry. Głównym miastem jest Trzebnica, gdzie na stokach Winnej Góry znaleziono najstarsze ślady bytności człowieka (Homo erectus) na ziemiach polskich, datowane na ok. 500 tys. lat temu.
Na krajobraz składają się lasy, pola uprawne oraz sady (na stokach w okolicach Trzebnicy). Od średniowiecza Wzgórza Trzebnickie są znane także z uprawy winorośli.

## Geomorfologia

### Materiał skalny i pochodzenie
Wzgórza Trzebnickie, mimo że z uwagi na swe rozmiary i położenie zaliczane często do wyżyn, zbudowane są głównie z materiału lodowcowego. Stanowią one potężny wał moreny spiętrzonej, wyznaczającej położenie czoła lodowca w okresie jednego ze stadiałów zlodowacenia środkowopolskiego (stadiał Warty). Zbudowane są one z utworów morenowych (głazów, żwirów, gliny) oraz utworów starszego podłoża (trzeciorzędowych iłów i piasków z węglem brunatnym), przy czym cały ten materiał jest silnie pomieszany, sfałdowany i zaburzony. Na powierzchni wzgórz spotyka się także less.

### Cechy szczególne
Rzeźbę terenu w obrębie wzgórz charakteryzują dość duże pagórki o wygładzonych zboczach. Poszczególne wzniesienia dzieli dobrze rozwinięta sieć dolin. Średnie deniwelacje wynoszą tu 20–40 m. Cała strefa krajobrazowa (Wał Trzebnicki), którego elementem są Wzgórza Trzebnickie ciągnie się przerywanym, lekko krętym pasem o szerokości 8–10 km, od okolic Żar w Lubuskiem, poprzez Trzebnicę na Dolnym Śląsku, aż po okolice Ostrzeszowa w Wielkopolsce. Ogólna długość pasa wynosi około 250 km. Najwyższe punkty garbu wznoszą się do 100 m ponad otaczające go tereny.

## Mezoregion
Wzgórza Trzebnickie to mezoregion o powierzchni wynoszącej około 610 km², któremu przypisano identyfikator 318.44. Dzieli się na pięć mikroregionów:
- Wzgórza Wińskie (318.441)
- Obniżenie Pełczyńskie (318.442)
- Wzgórza Skrzypińskie (318.443)
- Grzbiet Trzebnicki (318.444)
- Brama Malerzowska (318.445)[2].